# Castelo de São José
Situado num alcantilado acima do Porto de Naos, o forte em forma de D tem muros semicirculares para o mar. No lado terra adentro o muro está protegido por duas pequenas torretas, com um fosso e sua ponte levadiço em frente à entrada. A fortaleza está construída de alvenária e blocos de rocha de origem vulcânica. A edificação no interior está feita de abóbadas de canhão e utilizavam-se principalmente como polvorim.
O Castillo de San José é uma fortaleza histórica e actualmente museu de arte em Arrecife na ilha canária de Lanzarote, Espanha. O castelo é a sede do Museu Internacional de Arte Contemporânea.

## História
Construído entre 1776 e 1779 o forte construiu-se para proporcionar um baluarte defensivo contra ataques dos piratas, e como projecto de trabalho público para proporcionar uma ocupação muito precisada durante um tempo de fome e pobreza na ilha, por isso se lhe denominou coloquialmente a Fortaleza da Fome. A fome esteve causada por diferentes motivos, principalmente um duro período de seca, e a erupção pouco antes do Timanfaya entre 1730 e 1736, o qual devastou a maioria das áreas agrícolas produtivas na ilha. Carlos III de Espanha, preocupado para a miséria dos islenhos, ordenou a construção da fortaleza.
Situado num alcantilado acima do Porto de Naos, o forte em forma de D tem muros semicirculares para o mar. No lado terra adentro o muro está protegido por duas pequenas torretas, com um fosso e sua ponte levadiço em frente à entrada. A fortaleza está construída de alvenária e blocos de rocha de origem vulcânica. A edificação no interior está feita de abóbadas de canhão e utilizavam-se principalmente como polvorim.